# 찰리 애덤
찰스 그레이엄 "찰리" 애덤(영어: Charles Graham "Charlie" Adam, 1985년 12월 10일 ~ )은 스코틀랜드의 은퇴한 축구 선수로, 현 축구 감독이다. 현역 시절 주로 뛰었던 위치는 미드필더였다.

## 클럽 경력
레인저스 FC에서 선수 생활을 시작하기 전, 애덤은 1999년부터 2003년까지 던디에서 유소년 생활을 하였다. 레인저스에서 프로 데뷔를 하긴 하였으나, 대부분의 기간을 임대 생활로 보냈다. 2005-06 시즌에 세인트 미렌으로 임대가 있는 동안 30여 경기를 뛰며 스코틀랜드 풋볼 리그 1부와 스코틀랜드 챌린지 컵 우승에 기여하였다. 시즌이 끝난 후 레인저스에 복귀하여 폴 르 구앙과 월터 스미스 감독 하에 주전으로 자리잡았다. 또한 2007-08 UEFA컵 결승에도 진출하였다.
2008-09 시즌 동안 좋지 못한 모습을 보여주면서 잉글랜드 풋볼 리그 챔피언십의 블랙풀 FC로 임대를 갔다. 2009-10 시즌을 앞두고 완전 이적에 합의하였으며, 블랙풀의 없어선 안 될 중요한 자원이 되었다. 또한 카디프 시티 FC와의 승격 플레이오프에서는 주장 완장을 차고서 승리를 이끌었으며, 블랙풀은 승리하여 프리미어리그로 승격할 수 있었다. 프리미어리그에서도 그는 좋은 플레이를 보여주었으며 시즌 막판에는 PFA 올해의 선수상 후보에도 올랐다.